# Resolución 166 del Consejo de Seguridad de las Naciones Unidas
La resolución 166 del Consejo de Seguridad de las Naciones Unidas, adoptada el 25 de octubre de 1961, después de examinar la solicitud de la República Popular de Mongolia  para la membresía en las Naciones Unidas, el Consejo recomendó a la Asamblea General que la República Popular de Mongolia fuese admitida.
La resolución fue aprobada con 9 votos a favor y ninguno en contra, con una abstención de los Estados Unidos. La República de China no participó en la votación.